# Einhundert-US-Dollar-Banknote

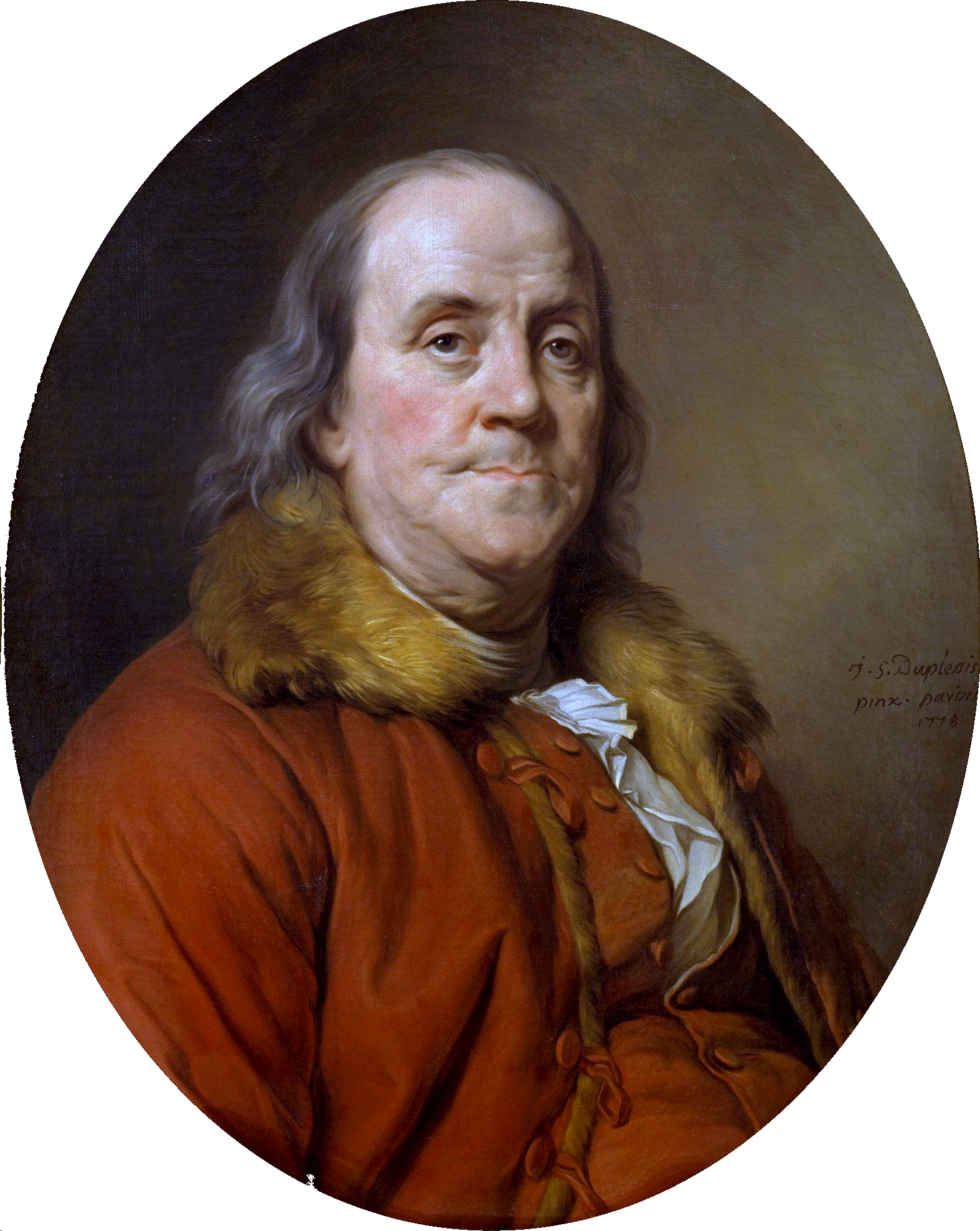
Joseph Siffred Duplessis’ Porträt von Benjamin Franklin, das auf der $100-Banknote von 1929 bis 1993 benutzt wurde

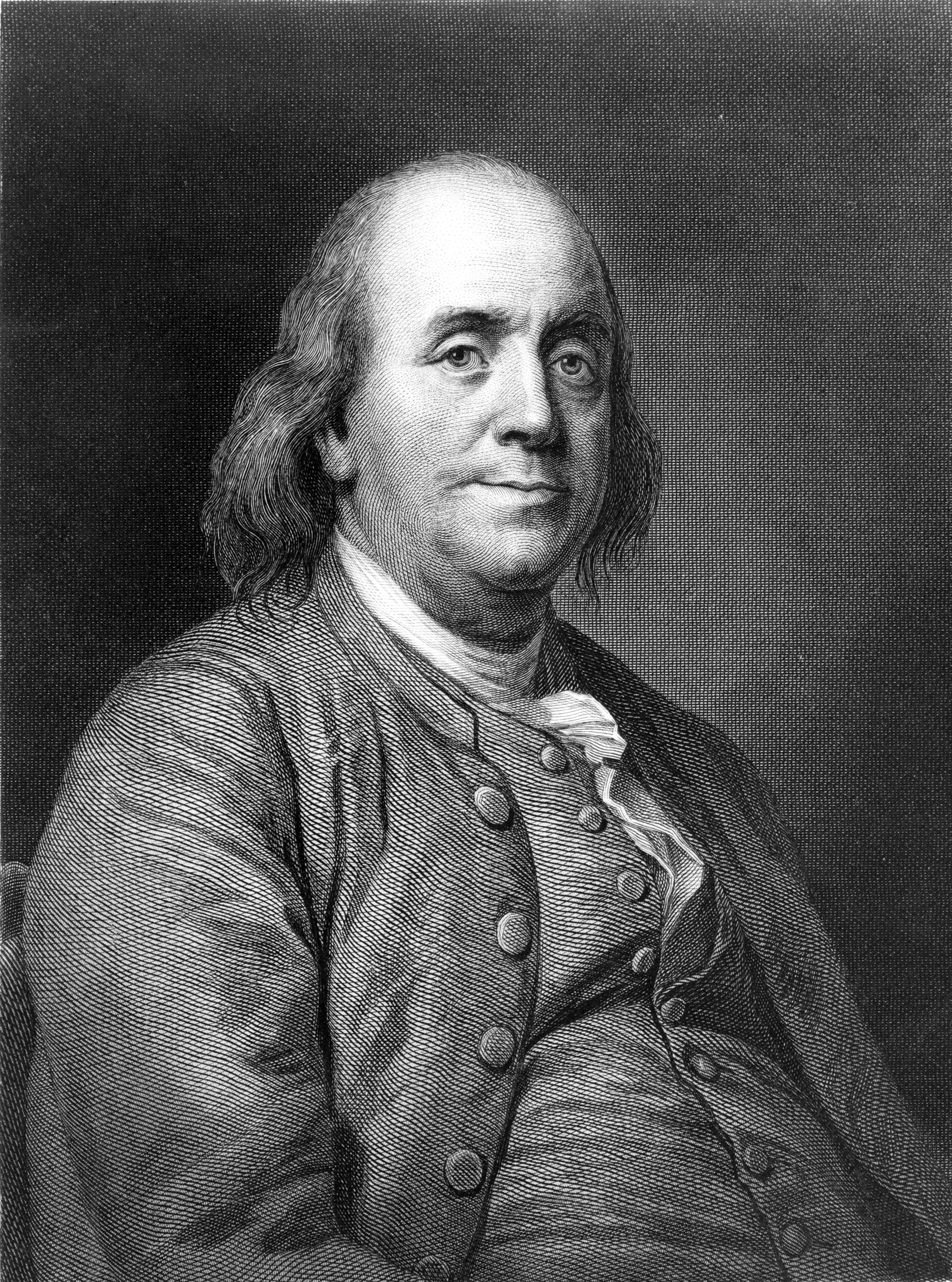
Joseph Siffred Duplessis’ Porträt des älteren Benjamin Franklin, das ab dem Jahr 1996 auf der $100-Banknote benutzt wurde

Die Einhundert-US-Dollar-Banknote ($100) ist eine Stückelung der Währung der Vereinigten Staaten von Amerika, die den Staatsmann, Erfinder, Diplomaten und Gründungsvater der USA, Benjamin Franklin, auf dem Avers zeigt. Auf der Rückseite findet sich ein Bild der Independence Hall. Die $100-Banknote ist die größte sich derzeit im Umlauf befindende Stückelung des US-Dollars, seit am 13. Juli 1969 die Banknoten $500, $1.000, $5.000 und $10.000 zurückgezogen wurden. Das „Bureau of Engraving and Printing“ gibt die ungefähre Lebensdauer einer $100-Banknote im normalen Umlauf mit 90 Monaten (7,5 Jahren) an.

## Hintergrund
In der Umgangssprache werden die Banknoten oft als „Benjamins“ (in Anspielung auf das auf der Vorderseite abgebildete Porträt von Benjamin Franklin) und auch als „C-Notes“ (wegen der römischen Zahl für 100) bezeichnet. Die $100-Note ist neben der $10-Banknote, die Alexander Hamilton zeigt, die zweite der sich derzeit im Umlauf befindenden Stückelungen, die keinen Präsidenten der Vereinigten Staaten von Amerika zeigen. Sie zeigt mit der Independence Hall auch das einzige Gebäude, das sich nicht in Washington, D.C. befindet. Die Uhr an der Independence Hall zeigt nach dem US Bureau of Engraving and Printing ungefähr 4:10 Uhr an, während auf älteren Noten und auf der Serie 2009A aus dem Jahr 2013 die Uhrzeit 10:30 zu sehen ist.
Jeweils einhundert $100-Banknoten ($10.000) werden von der Federal Reserve Bank mit einem senfgelb gefärbten Band (Geldscheinbanderole) geliefert.
Das Series-2009-$100-Banknoten-Design wurde am 21. April 2010 enthüllt und am 8. Oktober 2013 der Öffentlichkeit vorgestellt. Die neue Banknote kostet in der Produktion 12,6 Cents und hat ein blaues Band (Sicherheitsfaden) vertikal in der Mitte des Scheins eingewoben und ein Bild, das abwechselnd „100“ und die „Liberty Bell“ zeigt, wenn der Schein gekippt wird.
Laut dem ehemaligen Vorsitzenden der Federal Reserve Bank Ben Bernanke befinden sich mehr als zwei Drittel aller $100-Banknoten im Ausland.

$100-Banknote
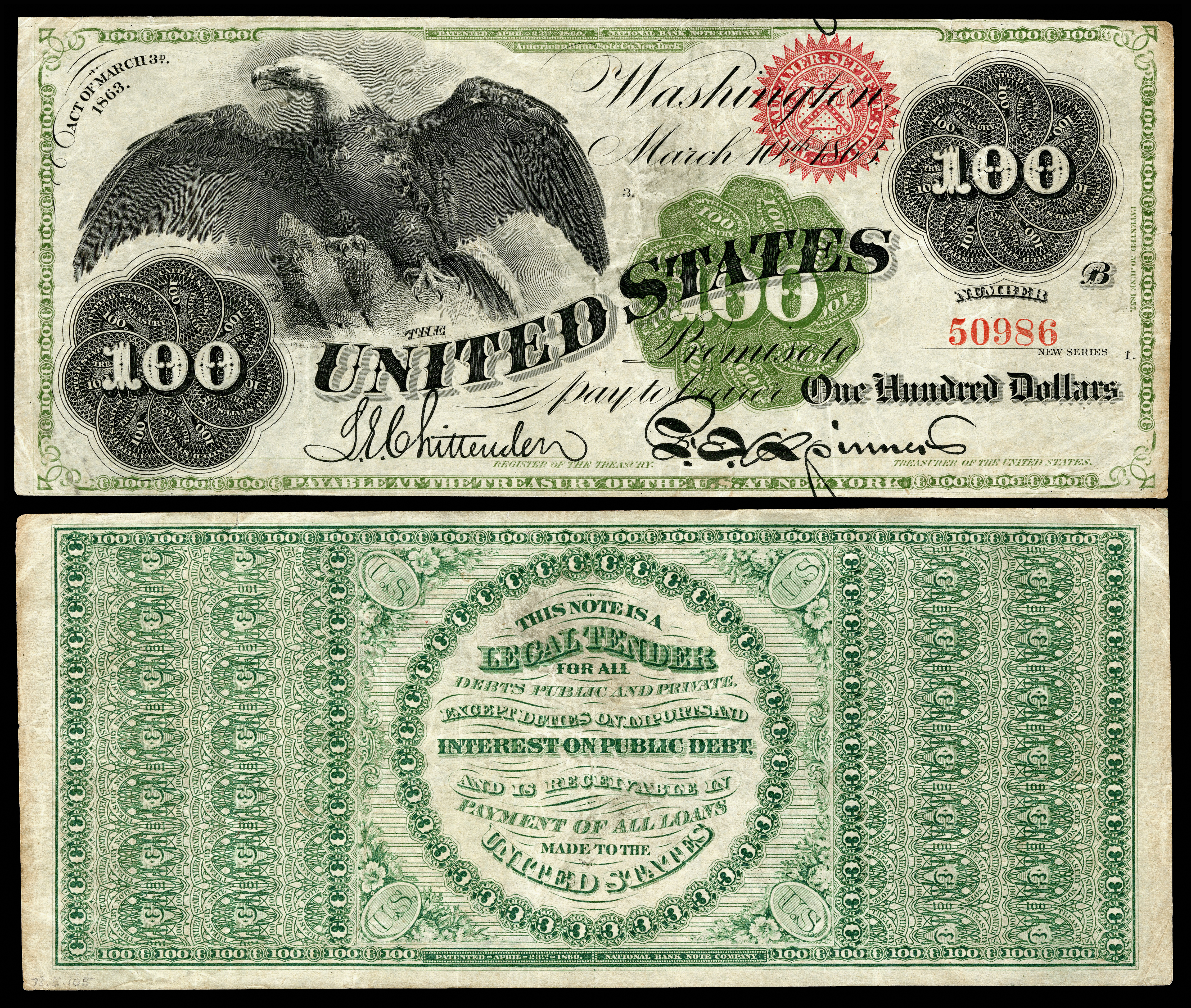
Serie 1863
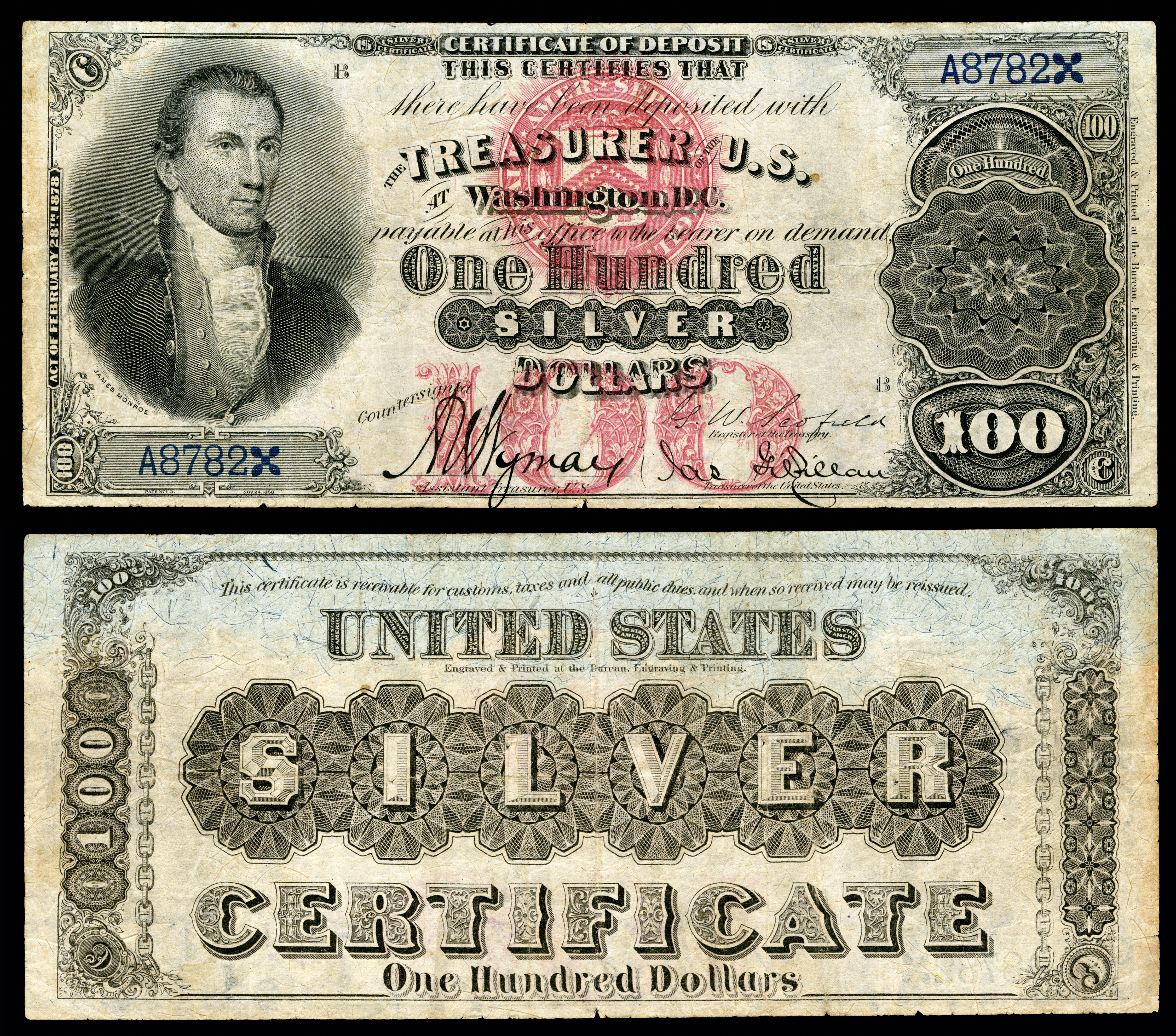
Serie 1878 („Silber-Zertifikat“)
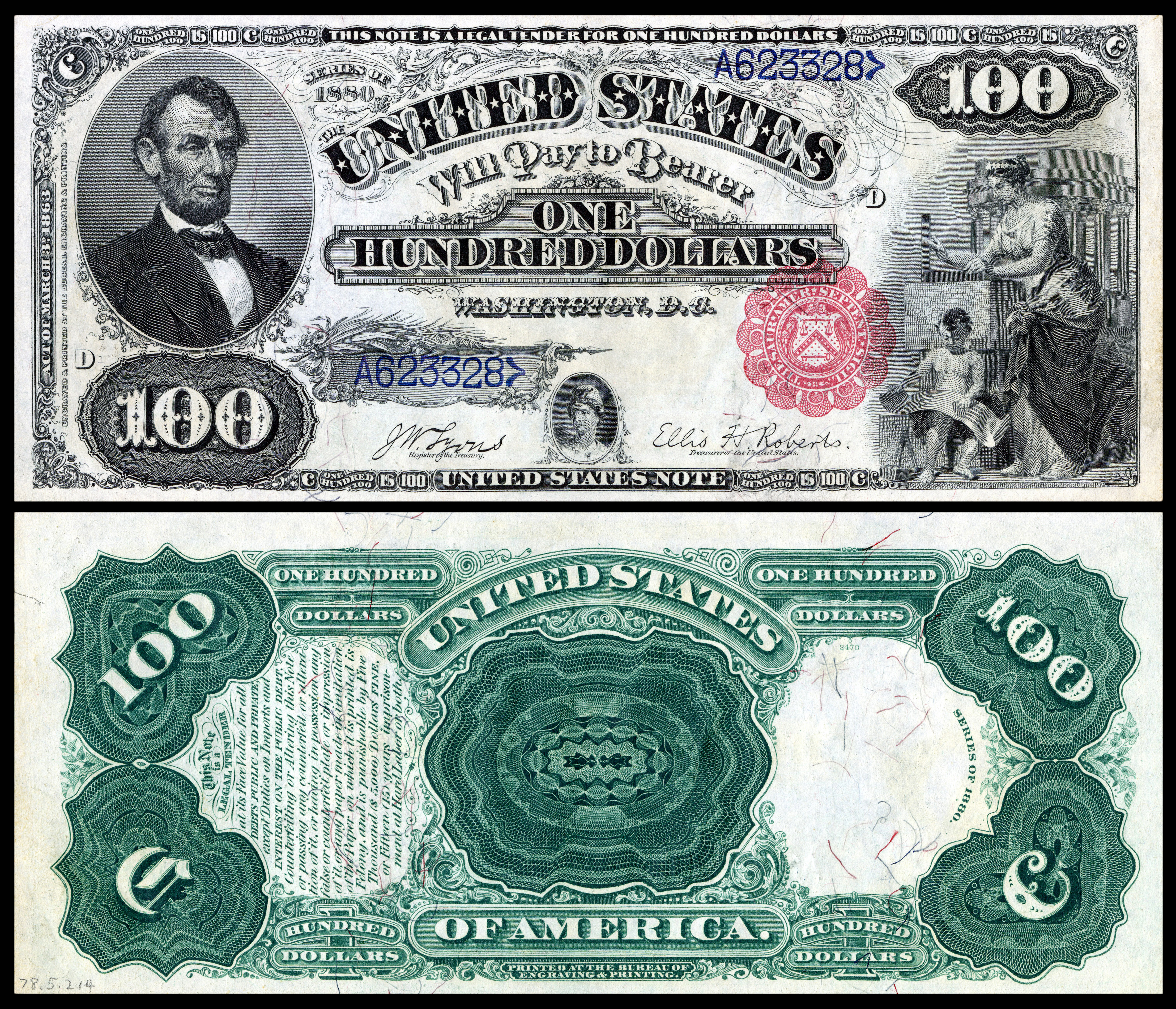
Serie 1880
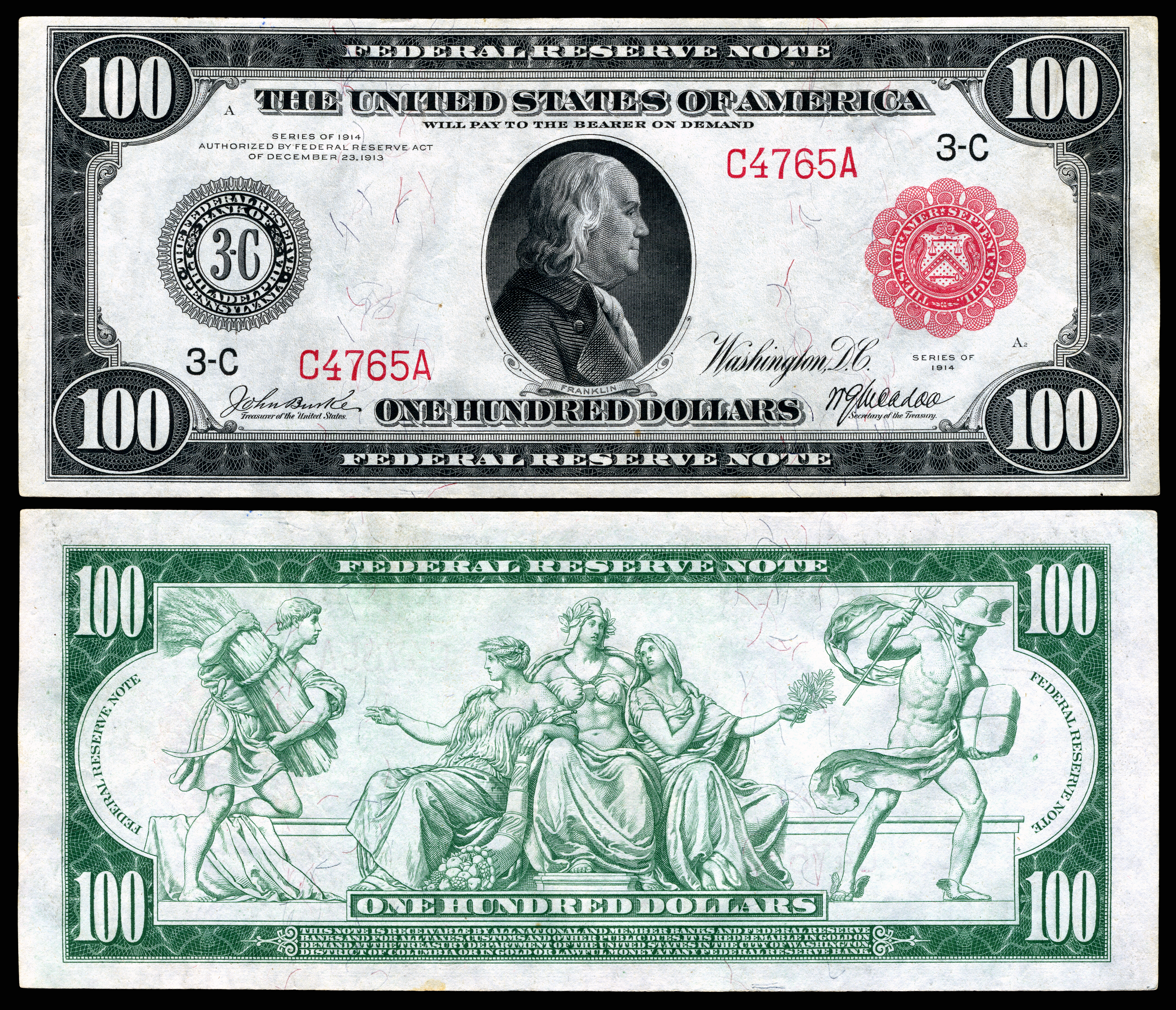
Serie 1914 (Federal-Reserve-Banknote)
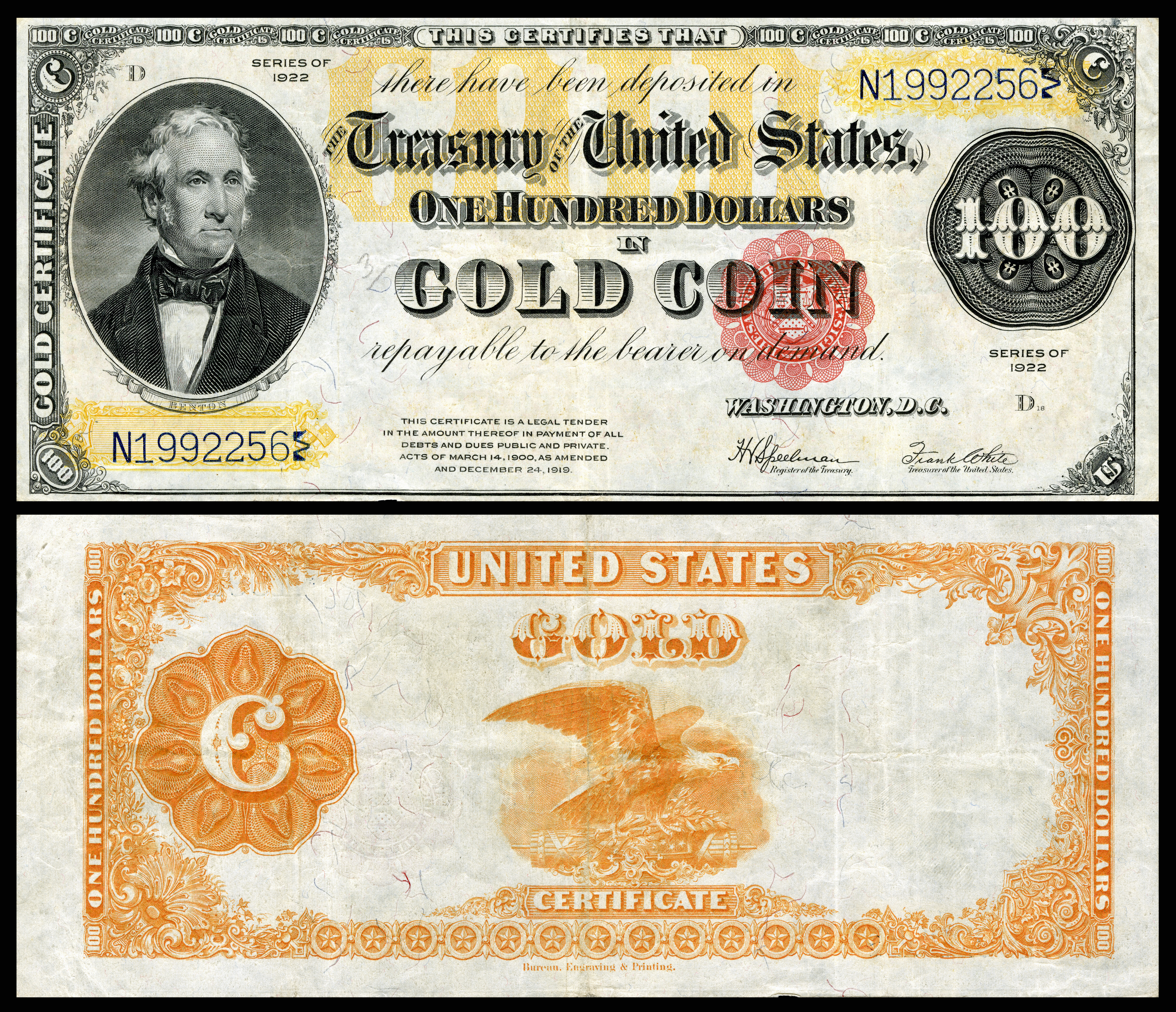
Serie 1922 („Gold-Zertifikat“)
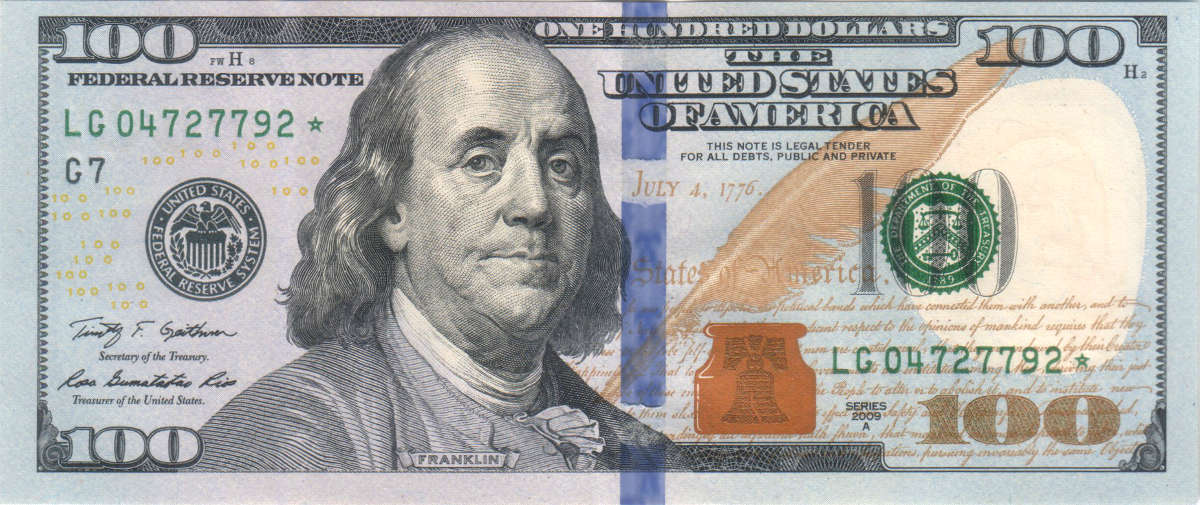
Serie seit 2010 (mit neuen Sicherheitsmerkmalen)